# Exetastes aethiops
Exetastes aethiops är en stekelart som beskrevs av Rudow 1886. Exetastes aethiops ingår i släktet Exetastes och familjen brokparasitsteklar. Inga underarter finns listade i Catalogue of Life.